# Royal Talens
Royal Talens — голландська компанія, розташована в Апелдорні, яка спеціалізується на художніх матеріалах. Компанія виробляє та продає власну продукцію, окрім комерціалізації інших ліцензованих брендів, таких як Van Gogh, Rembrandt, Bruynzeel. Комерціалізовані продукти включають акрилові фарби, олійні фарби, акварельні картини, пензлі, маркери, туш, пастель, олівці, ручки, гуаш, полотно, папір.
У минулому Talens також виробляв чорнило для авторучок, стрічку для друкарських машинок, копіювальний папір та інше канцелярське приладдя.

## Історія
Компанію заснував у 1899 році колишній банкір Мартен Таленс як «Talens & Co.», голландську фабрику, яка виробляла фарбу, лак і чорнило. Хоча спочатку це стосувалося лише канцелярського приладдя, у 1899 році воно почало також виробляти олійні фарби Рембрандта. У 1904 році назва компанії була змінена на «Talens & Zoon», коли син Гільдебранд Таленс став партнером у бізнесі. Експорт до Сполучених Штатів і росії розпочався в 1905 році. У 1912 році в Сполучених Штатах відкрилося торгове представництво. Завод також розширювався і в 1920 році перейшов на парову енергію. Також була захоплена місцева чорнильна фабрика, і компанія ввела в експлуатацію власний жерстяний завод. У 1927 році була побудована нова головна контора. Архітектором будівлі був PW van den Belt.
Починаючи з 1932 року, друкарська машинка набувала дедалі більшої популярності в офісах, а мімеограф увійшов у моду. Таленс почав постачати копіювальний папір, стрічку для друкарської машинки, трафарети та чорнило для трафаретів. Бренд Gluton, клей у знаменитій посудині, став загальновідомим. Під час Другої світової війни бракувало сировини; фабрика зазнала великої шкоди від вибуху бомби. Після визволення країни фабрика знову запрацювала. У 1949 році компанія Talens отримала титул «Koninklijke» («Королівська») і змінила назву на «Koninklijke Fabrieken Talens & Zoon» («Королівські роботи Таленс і син»). Наступні роки характеризуються величезним зростанням компанії: філії були відкриті в більш ніж 50 країнах.
У 1963 році Talens приєднався до Sikkens Group, яку згодом поглинула AkzoNobel. Royal Talens продовжувала діяти як дочірня компанія в рамках цієї групи. У 1970 році були запущені акрилові фарби, а з 1974 року Royal Talens збирає колекцію мистецтва. У наступні роки були представлені нові бренди, а в 1989 році було відкрито новий сучасний завод.
У 1991 році Royal Talens стала частиною Sakura Color Products Corporation, приватної фірми в Осаці (Японія). У 1996 році в польському місті Лесько була відкрита фабрика мольбертів і натяжних полотен. У 1999 році в Апелдорні було побудовано новий розподільний цех. З тих пір до асортименту додано кілька нових брендів і продуктів.

## Бренди
Royal Talens як виробник активно працює в сегменті образотворчого мистецтва з такими брендами:
- Talens (олійні фарби, акрилові фарби, акварель, гуаш, пензлі, туш, кольорові олівці, олійна пастель, мольберти, папір, полотно)
- Amsterdam (акрилові фарби, фломастери, аерозольні фарби, аксесуари)
- Bruynzeel (олівці для письма, кольорові олівці, фломастери)
- Cobra (масляний колір, змішуваний з водою)
- Rembrandt (олійні фарби, акрилові фарби, пастель, акварель)
- Sakura (гелеві ручки, крейди, олівці, фломастери, блокноти для малювання)
- Schjerning (фарба для хобі, фарба для текстилю, фарба для скла)
- Strathmore (альбоми для малювання, папір для малювання)
- Van Gogh (олійні фарби, акрилові фарби, пастель, акварель)